# Синду
Синду (фр. Sindou) — город и городская коммуна в Буркина-Фасо, в области Каскады. Административный центр провинции Лераба.
Расположен в юго-западной части страны, недалеко от границ с Мали и Кот-д’Ивуаром, на высоте 350 м над уровнем моря.
Население городской коммуны (департамента) по данным переписи 2006 года составляет 18 484 человека. Население самого города Синду по данным на 2003 год насчитывало 4009 человек. Помимо собственно города Синду городская коммуна включает ещё 10 деревень.